# Roussette de l'Angola
Rousettus angolensis
Espèce
Statut de conservation UICN

 LC  : Préoccupation mineure
La Roussette de l'Angola, ou Chauve-souris soyeuse (Rousettus angolensis), est une espèce de roussette vivant en Afrique. C'est donc un Chiroptère. 

## Description et éléments d'écologie
Cette petite chauve-souris mesure 10 à 14 cm de long pour son corps, et ses avant bras 6 à 9 cm. Elle ne pèse pas plus de 100 g. Les oreilles sont bien ovales. La coloration est brune unie. Le patagium est rattaché au deuxième orteil (sur les pattes arrière donc). Elle se nourrit de fruits et fleurs diverses, notamment sur des arbres comment les figuiers (Ficus sp.), ou encore l’Iroko Milicia excelsa. Les individus gîtent en solitaire ou en petits groupes dans l'épaisse végétation basse, dans un arbre creux ou à l'entrée des grottes. Ils sont particulièrement silencieux et bien camouflés. 

## Distribution et habitat

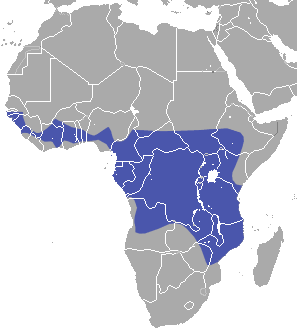
Zone de distribution de la Roussette de l'Angola en Afrique.

Elle est répartie en Angola, Burundi, Cameroun, République centrafricaine, République du Congo, République démocratique du Congo, Kenya, Nigeria, Rwanda, Soudan, Tanzanie, Ouganda, et Zambie. C'est donc une espèce africaine équatoriale.
C'est une espèce relativement forestière.